# سکرادنیک
سکرادنیک (به لاتین: Skradnik) یک منطقهٔ مسکونی در کرواسی است که در شهرستان کارلوواتس واقع شده‌است.